# Нейтронний каротаж
Каротаж нейтронний (рос.карот(т)аж нейтронный, англ. neutron logging; нім. Neutronen-Bohrochmessung f, n-Verfahren n, Neutronenverfahren n, Neutron-Log n) — загальна назва нейтронних методів вивчення розрізу і контролю техн. стану свердловин при пошуках і розвідці родов. корисних копалин (нафти, газу, вугілля, руд заліза, хрому та ін.).
Включає каротаж нейтрон-нейтронний, нейтронний гамма-каротаж (Гамма-нейтронний каротаж) та каротаж нейтронно-активаційний.